# Winseler
Winseler (luxembourgeois : Wanseler) est une localité luxembourgeoise et le chef-lieu de la commune portant le même nom située dans le canton de Wiltz.

## Histoire

### Doncols
Le village de Doncols (« Donco ») est mentionné pour la première fois dans un texte du XIIIe siècle et partage son histoire avec celle de nombreux villages de l'Oesling. Dès le XVe siècle, il fait partie avec Sonlez, Winseler, Grummelscheid, Noertrange et Berlé de la prévôté de Bastogne. Au cours des siècles qui suivent, le nombre de « feux » (ménages) ne dépasse jamais les trente unités. Au début du XIXe siècle, Doncols, avec le hameau de Sonlez, est rattaché à la nouvelle commune de Winseler, à la suite des évolutions de la Révolution française et quelques décennies plus tard, devient le siège de la paroisse du même nom.

### Sonlez
Le site du hameau actuel de Sonlez, probablement établi par les Francs, est mentionné pour la première fois dans un document du VIIIe siècle sous le nom de « Sonelar », plus ancienne mention de toute la commune. La localité réapparaît dans un texte du XIVe siècle, dans lequel il est fait mention du domaine de Soller appartenant au seigneur d'Orley. À partir du XVe siècle, les recensements réguliers témoignent de la faible population qui y réside, qui compte dès le XVIe siècle une église dédiée à saint Nicolas et qui englobe le village de Doncols, qui devient le siège de la paroisse au XIXe siècle.

### Winseler
On suppose que le nom de Winseler trouve son origine dans le nom « Winizo », le patronyme d'un présumé prisonnier de guerre franc établi sur le site de l'actuel village.
La première mention de la localité (« Winzelar »), appartient alors à la seigneurie de Wiltz, date de 1310 et au XVe siècle, Winseler fait partie de la prévôté de Bastogne. Au cours des siècles suivants, le nombre de feux à Winseler ne dépasse jamais la quinzaine, ce qui n'empêcha pas les français de la désigner chef-lieu de la nouvelle commune du même nom. Au XIXe siècle, le village connaît un développement favorable grâce à la construction de la route reliant Ettelbruck à Bastogne et de l'actuelle ligne ferroviaire 1b des CFL.

### Noertrange
Les origines attestées de la localité remontent au début du XIVe siècle où il est fait mention d'un lieu-dit « Nortingen ». Tout comme Winseler, Noertrange appartient à la seigneurie de Wiltz, dont les origines remontent au Xe siècle. Le nombre de feux varie d'une petite quinzaine à une seule unité, Noertrange étant victime comme nombre de villages luxembourgeois de la misère, de la famine et des épidémies, un document de 1658 mentionne même que le village est inhabité.
Au XXe siècle, Noertrange, comme toute la commune de Winseler et de nombreuses localités des Ardennes belges et luxembourgeoises, se retrouve au cœur de la bataille des Ardennes en 1944, où la localité revêt d'une grande importance stratégique, et qui se traduit par la destruction totale du village, évacué peu auparavant.

### Grummelscheid
La localité de Grummelscheid est attesté dès le VIIIe siècle (« Grimonevilla ») et est mentionné dans de nombreux documents du XIVe et XVe siècles sous diverses graphies (« Grymilscheid », « Grumesaux », …). Le village appartient alors aux seigneurs de Gruemelscheid qui, par alliances successives avec les De Steinbach et les De Waha, acquièrent une influence certaine, qui ne décline qu'au début du XIXe siècle. La Révolution française abolit l'ancien système féodal et les De Waha se voient obligés de vendre leurs biens, dont le château qui sera gravement endommagé durant la Seconde Guerre mondiale et finalement détruit vingt ans plus tard.

### Berlé
Selon plusieurs sources historiques, la paroisse de Berlé figurerait parmi l'une des plus anciennes du Luxembourg. Au XVIIIe siècle, le village compte onze maisons et une population de 103 habitants. Après la fin de l'ancien régime, Berlé fait partie pendant quelques décennies de l'ancienne commune de Kaundorf, pour être rattaché finalement en 1823 à celle de Winseler.
Encore aujourd'hui, Berlé dont l'église est dédiée à saint Blaise, constitue une paroisse avec le village voisin de Nothum (commune du Lac de la Haute-Sûre).

## Politique et administration
Les membres du Conseil communal sont Romain Schroeder, Charel Pauly, Aly Stelemes, Christophe Hansen, Roland Esch, Fernand Majerus, Marco Schmitz, Paul Kayser et Will Toex.

## Géographie
La commune est délimitée à l’ouest par la frontière belge qui la sépare de la province de Luxembourg.
|              | Wincrange            |       |
| Bastogne (B) | Winseler             | Wiltz |
|              | Lac de la Haute-Sûre |       |

### Sections de la commune
- Berlé
- Doncols
- Grummelscheid
- Noertrange
- Pommerloch
- Sonlez
- Winseler (chef-lieu)

## Population et société

### Démographie
L'évolution du nombre d'habitants est connue à travers les recensements de la population effectués dans le pays depuis 1821. Les recensements décennaux de la population permettent de caler les chiffres sur la composition de la population par sexe, âge, nationalité et commune de résidence. Entre deux recensements, la population au 1er janvier de l’année {\displaystyle x} est évaluée en ajoutant à la population au 1er janvier de l’année {\displaystyle x-1} les soldes naturel (naissances {\displaystyle -} décès) et migratoire (arrivées {\displaystyle -} départs) de l'année. La même méthode est appliquée pour la répartition par âge au 1er janvier et les effectifs totaux par nationalité. Depuis le 1er septembre 2023, le Luxembourg dénombre 100 communes.
Au 1er janvier 2024, la commune comptait 1 515 habitants.
| 1821 | 1851  | 1871  | 1880  | 1890  | 1900 | 1910 | 1922 | 1930 |
| ---- | ----- | ----- | ----- | ----- | ---- | ---- | ---- | ---- |
| 745  | 1 137 | 1 167 | 1 177 | 1 017 | 990  | 994  | 911  | 879  |

| 1935 | 1947 | 1960 | 1970 | 1978 | 1979 | 1981 | 1983 | 1984 |
| ---- | ---- | ---- | ---- | ---- | ---- | ---- | ---- | ---- |
| 913  | 786  | 643  | 593  | 601  | 599  | 601  | 600  | 590  |

| 1985 | 1986 | 1987 | 1988 | 1989 | 1990 | 1991 | 1992 | 1993 |
| ---- | ---- | ---- | ---- | ---- | ---- | ---- | ---- | ---- |
| 580  | 580  | 590  | 607  | 607  | 638  | 642  | 630  | 656  |

| 1994 | 1995 | 1996 | 1997 | 1998 | 1999 | 2000 | 2001 | 2002 |
| ---- | ---- | ---- | ---- | ---- | ---- | ---- | ---- | ---- |
| 702  | 711  | 691  | 704  | 713  | 742  | 744  | 862  | 869  |

| 2003 | 2004 | 2005  | 2006  | 2007  | 2008  | 2009  | 2010  | 2011  |
| ---- | ---- | ----- | ----- | ----- | ----- | ----- | ----- | ----- |
| 908  | 976  | 1 016 | 1 041 | 1 076 | 1 071 | 1 087 | 1 116 | 1 064 |

| 2012  | 2013  | 2014  | 2015  | 2016  | 2017  | 2018  | 2019  | 2020  |
| ----- | ----- | ----- | ----- | ----- | ----- | ----- | ----- | ----- |
| 1 067 | 1 073 | 1 107 | 1 140 | 1 162 | 1 285 | 1 344 | 1 365 | 1 365 |

| 2021  | 2022  | 2023  | 2024  | - | - | - | - | - |
| ----- | ----- | ----- | ----- | - | - | - | - | - |
| 1 403 | 1 439 | 1 455 | 1 515 | - | - | - | - | - |

Pour des raisons techniques, il est temporairement impossible d'afficher le graphique qui aurait dû être présenté ici.